# Paradelphomyia interposita
Paradelphomyia interposita är en tvåvingeart som beskrevs av Evgenyi Nikolayevich Savchenko 1976. Paradelphomyia interposita ingår i släktet Paradelphomyia och familjen småharkrankar. Inga underarter finns listade i Catalogue of Life.